# 악비아르
| 이름     | 이름       | 이름        | 도감번호          | 성비                |
| 한국어   | 일본어     | 영어        | 도감번호          | 성비                |
| 악비아르 | ワルビアル | Krookodile  | 전국 553 하나 059 | 수컷: 50% 암컷: 50% |
| 포켓몬   | 타입       | 분류        | 신장              | 체중                |
| 악비아르 | 땅 / 악    | 위협 포켓몬 | 1.5m              | 96.3kg              |

| 특성(숨겨진 특성은 *) |                                                              |
| 위협                  | 상대방의 공격을 1랭크 감소시킨다.                            |
| 자기과신              | 다른 포켓몬을 쓰러뜨릴 때마다 공격 1랭크 상승.               |
| *분노의경혈           | 상대방에 의해 급소를 공격당하면 공격 능력치가 최대치로 상승. |

악비아르(Krookodile, 일본어: ワルビアル 와루비아루[*])의 분류는 위협포켓몬이다.

## 특징
가비알 악어의 모습을 한 포켓몬. 장크로다일과는 완전히 다르게 생겼다. 사막의 모래 속에서 생활하며, 태양 때문에 따뜻해진 모래가 체온 저하를 막아준다. 모래 속에 파고들어 눈과 코를 밖에 내놓고 이동하며, 검은 막이 눈을 보호한다. 눈에 띈 사냥감은 놓치지 않는다. 자동차의 몸체를 물어뜯는 강력한 턱을 가졌으며, 쌍안경 같이 먼 곳의 물건을 확대해 보는 것이 가능한 눈을 가졌다. 성격이 아주 난폭하여 눈앞에서 움직이는 것은 모두 덮쳐서 깨물어 부수려고 한다. 레벨 29에 악비르로 진화하고, 레벨 40에 악비아르로 진화한다. 악비아르로 진화하면서 온몸의 색이 붉은색으로 바뀌었다.

## 애니메이션에서의 악비아르
《포켓몬스터 베스트위시》3화에서 첫 등장하였다.
《포켓몬스터 베스트위시》20화에서 선글라스를 쓴 깜눈크가 악비르로 진화하여 지우의 포켓몬이 되었다.
《포켓몬스터 베스트위시》84화에서 등장한다.
《포켓몬스터 베스트위시》에서 지우의 악비르가 악비아르로 진화했다.

## 깜눈크&악비르
깜눈크(Sandile, 일본어: メグロコ 메구로쿠[*])의 분류는 사막악어포켓몬이다.
악비르(Krokorok, 일본어: ワルビル 와루비루[*])의 분류는 사막악어포켓몬이다.
여러 마리가 무리를 짓는다. 안구를 커버하는 막이 모래바람으로부터 눈을 지킨다. 눈을 감싸는 특수한 막이 물체의 열을 감지하기 때문에 어두운 곳이라도 주변이 보인다.
게임상에서는 체육관 관장 야콘의 포켓몬으로 등장한다.